# Topór
Topór, siekiera – narzędzie służące do rąbania lub broń obuchowo-sieczna. Najczęściej w formie klinowatego obucha osadzonego na stylisku. W znaczeniu symbolicznym także jako element heraldyczny.
Jest to najstarsze i nadal używane narzędzie złożone. Topór jest używany od ponad czternastu tysięcy lat, jest rozwinięciem pomysłu kija z obciążonym końcem (który dał też początek takim wynalazkom jak: maczuga, młotek, motyka, topór ciesielski itp.) Zmieniał się materiał i zastosowanie, ale zasada działania pozostała niezmieniona. Początkowo wykonywany z kamienia i rogu, brązu, a następnie stali.

## Historia
Siekiery z kamienia łupanego umieszczane były w rozczepionym stylisku, obwiązywanym dla wzmocnienia sznurami lub rzemieniami. Siekiery neolityczne posiadały już często wywiercony otwór dla mocowania trzonka.
Pierwsze siekiery z brązu – tzw. siekiery tulejowe, posiadały szeroki, rurowaty otwór ze strony przeciwległej do ostrza, do niego prostopadły, i wymagały specjalnie ukształtowanego, wygiętego prawie pod kątem prostym styliska. Dla wzmocnienia osadzenia takiej siekierki, była ona zwykle przywiązywana do styliska, czemu służyły niewielkie pierścienie z boków nasady, formowane już w czasie odlewania narzędzia.
W wielu kulturach epoki brązu siekierki stanowiły prawdopodobnie środek płatniczy.

## Budowa
Obecnie siekiera składa się zazwyczaj z obucha w kształcie zaostrzonego klina wykonanego ze stali niestopowej i styliska z twardego drewna. W obuchu wykonany jest otwór równoległy do ostrza, w którym za pomocą klina mocowane jest stylisko. Rzadko spotyka się siekiery o dwóch ostrzach. Znane są tego typu siekierki z kultury minojskiej, celtyckiej i skandynawskiej, mające prawdopodobnie często znaczenie ofiarne lub symboliczne. Współcześnie siekiery o dwóch ostrzach popularne są głównie w Ameryce Północnej, wśród farmerów i drwali.
Często też w celu obniżenia ceny ze specjalnie utwardzonej stali wykonuje się tylko sam koniec klina i łączy się go z tańszym i mniej wytrzymałym materiałem reszty obucha. Niekiedy występują tanie siekiery, zwykle gorszej jakości wykonane z blachy, zwłaszcza w kombinowanych, wielofunkcyjnych, zestawach turystycznych.

## Zastosowanie militarne

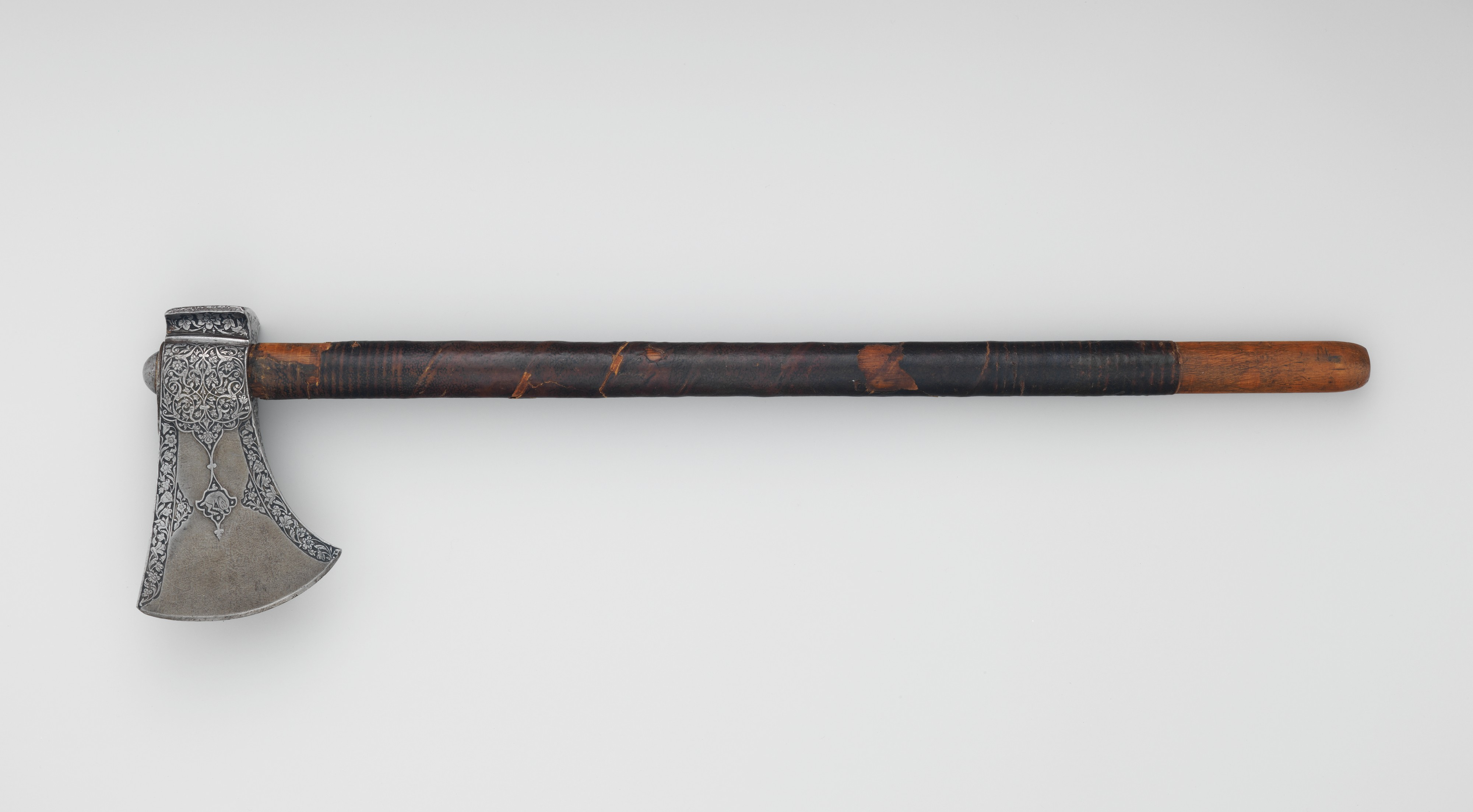
Topór bojowy, XVIII w.

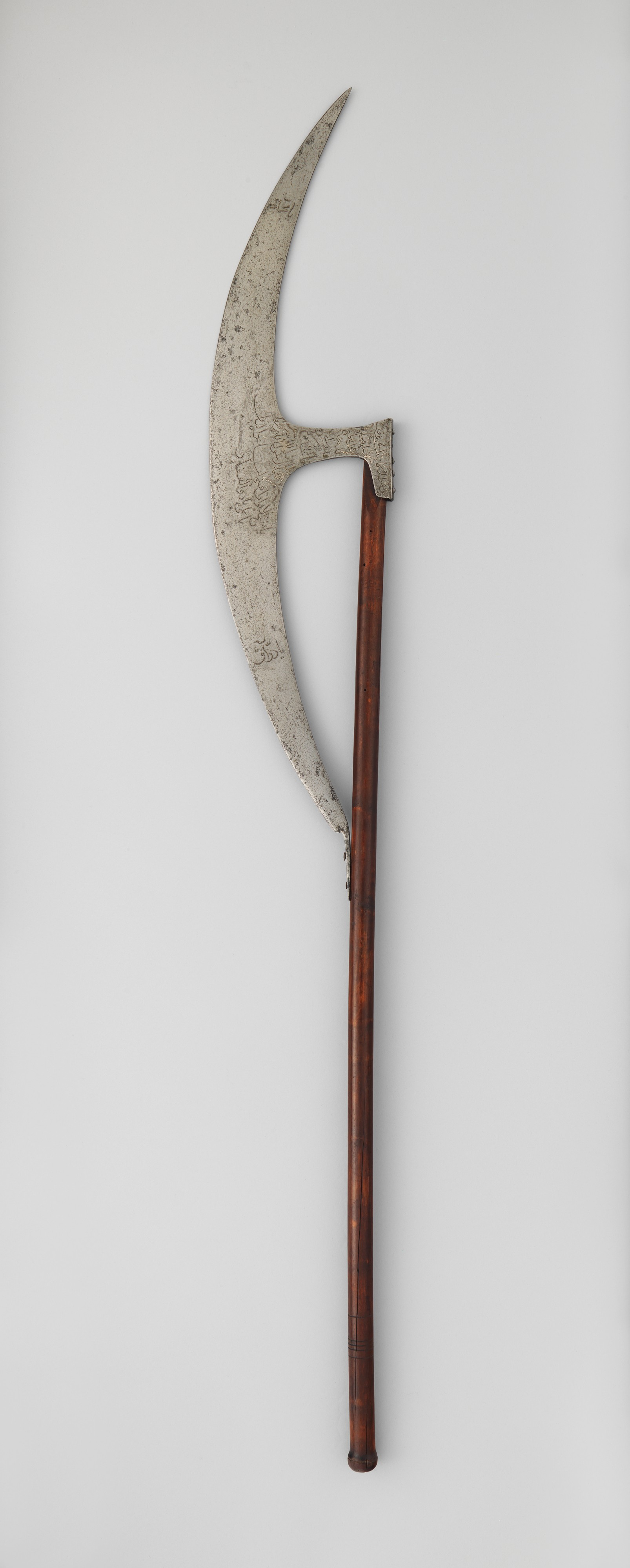
Berdysz XVIII w.

Siekiery i topory występowały jako broń w wielu kulturach, od czasów prehistorycznych do współczesnych. W średniowiecznej Europie były zazwyczaj bronią plebejskiej piechoty, ale bywały także używane przez rycerstwo. Szczególnie często kojarzone są różnego typu topory z wikingami, wojownikami klanów szkockich, piechotą Wielkiego Księstwa Moskiewskiego i piechotą husycką. Mniejszych rozmiarów topory bojowe, typu czekanów, używane były przez konnych wojowników ord Wielkiego Stepu. Siekierki bojowe tomahawki były bronią chętnie używaną przez Indian północnoamerykańskich. Topory bojowe dały początek różnego typu broni drzewcowej – m.in. halabardom, berdyszom i toporom z Lochaber. W dawnej Rzeczypospolitej w formie ozdobnych czekaników – lasek były chętnie używane i noszone przez szlachtę. Próbowano zachować topory jako broń przez liczne konstrukcje łączące broń palną, najczęściej z zamkiem kołowym, z toporami bojowymi. Nowoczesne toporki bojowe, o konstrukcji z włókien szklanych i ostrzach ze stali bardzo wysokiej jakości bywają stosowane jako broń lub narzędzie przez jednostki specjalne.
Wraz z rozwojem broni palnej topory jako główna broń żołnierzy wychodziły z użycia. Sporadycznie jednak powracały do łask w okresie powstań narodowych, gdy występowały silne braki uzbrojenia. Przykładowo w czasie trwania powstania styczniowego w 1863 czasami oprócz kosynierów formowano też pododdziały siekierników. Przykładem takiego pododdziału jest pluton siekierników w oddziale Józefa Oxińskiego, gdzie głównym uzbrojeniem były siekiery i topory.  
Militarne zastosowanie toporów jako narzędzia nieprzerwanie trwa w jednostkach saperskich. W wielu armiach świata siekiery stanowią element odznak tych jednostek. W Polsce międzywojennej siekierki góralskie – ciupagi, ułożone w formie swastyki stanowiły zasadniczy motyw odznak pułkowych większości pułków piechoty górskiej.
Obecnie najczęściej używana jest do prac ciesielskich i do rozdrabniania drewnianych szczap opałowych. Stosowana często przy pracach biwakowych i saperskich, w wojsku, harcerstwie i turystyce. Nadal bywa używana jako broń, zwłaszcza popularna wśród gangów azjatyckich.
Występuje w różnych formach np.:
- jako ciężki, dwuręczny topór bojowy lub lekki toporek rycerski
- jako ciężki, z krótkim drzewcem topór rzeźnicki
- formie laski (ciupaga, czekan)
- topór o dwóch ostrzach (labrys)
- topory o długich drzewcach (berdysz, topór z Lochaber, halabarda)
- topory ceremonialne, rytualne, ofiarne.

## Znaczenie symboliczne

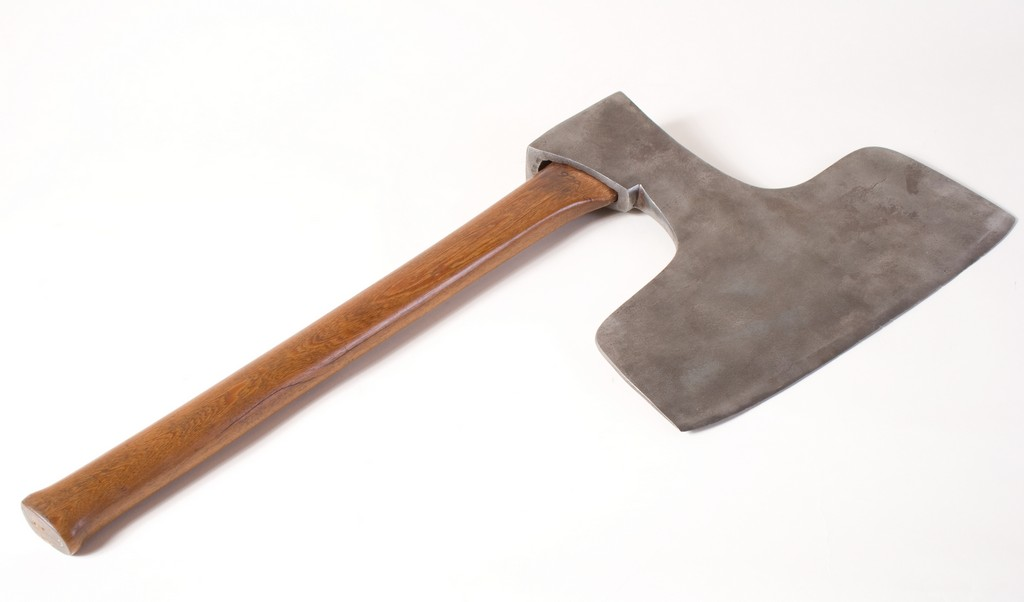
Topór katowski, XVIII w.

Jest jednym z symboli kata. Jako narzędzie kata służył, obok miecza, do dekapitacji – czyli obcinania głowy, a także do wykonywania innych kar polegających na odcinaniu różnych części ciała, np. dłoni. W późniejszych czasach we Francji zwykle zastępowany przez gilotynę.
Specjalnego kształtu toporek, o charakterystycznie wysuniętej do góry części ostrza był w górnictwie symbolem funkcji sztygara. Do dziś bywa używany podczas uroczystości barbórkowych i wręczany jako dowód uznania zasłużonym górnikom.
Toporek jest także jednym z symboli straży pożarnej i do niedawna był jednym z najważniejszych jej narzędzi.
Topory występują często w literaturze, filmach i grach komputerowych z kręgu fantasy, jako broń szczególnie ulubiona przez barbarzyńskich wojowników i krasnoludy. Jedną ze znanych postaci literackich przedstawianych z nieodłącznym toporkiem jest krasnolud Gimli, syn Gloina z trylogii Władca Pierścieni J.R.R. Tolkiena.

## Znaczenie heraldyczne

Herb Topór

Różnego typu siekiery i topory są popularnym elementem heraldycznym, bądź jako godło herbowe, bądź klejnot lub jako uzbrojenie trzymaczy herbowych. Występuje m.in. w polskich herbach Topór, Oksza i Starykoń. W starożytnym Rzymie topór otoczony wiązką rózg symbolizował władzę liktorską, symbol ten przyjęto również jako jedno z godeł republiki francuskiej i za symbol włoskich faszystów; topór z rózgami i skrzyżowany z nim miecz pod koroną są odznaką hiszpańskiej Guardia Civil. Topór o dwóch ostrzach był godłem kolaboracyjnej Francji Vichy, a bite przezeń monety z tym symbolem były w obiegu do lat 60. XX wieku. Obecnie często występują różnego typu siekiery w herbach państwowych m.in. Belize, Gambii, Kenii, Norwegii.
Minojska siekiera o dwóch ostrzach (labrys) bywa współcześnie stosowana jako symbol niektórych sekt neopogańskich, zwłaszcza związanych z kultami Wielkiej Bogini. Stanowi też jeden z symboli ruchów lesbijek.